# Нібибіломох безжилковий
Нібибіломох безжилковий (Paraleucobryum enerve) — вид мохів порядку дикранальних (Dicranales).

## Поширення
Батьківщиною є Європа, Північна Америка, Південна Америка, Азія.
Зазвичай росте на ґрунті чи ґрунті над валунами, невапняними відслоненнями та скелями, іноді в болотах і болотистих місцевостях, рідко на берегах струмків.

## Характеристика
Рослини від білувато-зеленого до жовтувато-зеленого кольору. Стебла 1–5(10) см. Листки від прямовисно-розпростертих до серпувато-однобічних, 2–8 × 0.5–1 мм, цільні або з кількома зубцями біля верхівки. Коробочкові ніжки 1–2 см. Коробочка 2–3 мм. Спори 15–20 мкм. Коробочки дозрівають влітку.